# Йохан I (Сарверден)
Йохан I фон Сарверден (на немски: Johann I von Saarwerden; † септември 1310 в Берн) е граф на Сарверден.

## Произход
Той е син на граф Хайнрих II фон Сарверден († март 1286) и съпругата му Елизабет фон Майзембург († 1321), дъщеря на Валтер II фон Майзембург († 1262) и Клариса фон Брух († сл. 1270). Внук е на граф Лудвиг III фон Сарверден († сл. 1246) и Агнес фон Саарбрюкен († сл. 1261), дъщеря на граф Хайнрих I фон Цвайбрюкен († 1228) и принцеса Хедвиг от Лотарингия-Бич († сл. 1228). Брат му Николаус († 1379) е архдякон в Марзал. Сестра му Агнес е омъжена за Хайнрих IV фон Флекенщайн-Боланден(† 1305).

## Фамилия
Йохан I се жени между 1 юли 1309 и септември 1310 г. за Фериата фон Лайнинген († между 25 юни 1314 – 3 юни 1315), дъщеря на граф Фридрих IV фон Лайнинген, бургграф на Гермерсхайм, фогт в Шпайергау († 1316) и втората му съпруга Жана (Жулиене) д' Аспремонт. Те имат децата:
- Фридрих II († 1363/1365), граф на Сарверден, женен между 23 юни 1363 и 6 януари 1365 г. за Агнес фон Салм-Оберсалм († 1342)
- Йохана фон Сарверден († сл. 1347), омъжена сл. 10 октомври 1313 г. за граф Филип IV фон Фалкенщайн († сл. 1328)
- Йоханес († 24 декември 1371/1372/1373)